# Animal Crossing: Amiibo Festival
Animal Crossing: Amiibo Festival es un videojuego para fiestas desarrollado por Nintendo y NDcube para la Wii U. El juego es una derivación de la serie Animal Crossing, y salió a la venta en todo el mundo en noviembre de 2015.

## Modo de juego
Amiibo Festival es un juego de mesa virtual de estilo similar a la serie Mario Party. Entre los personajes de Animal Crossing jugables se encuentran Isabelle, K.K. Slider, Tom Nook y Mable, cuatro de los ocho personajes de la serie en los que se han basado los juguetes de Amiibo. El juego también soporta las tarjetas de Amiibo que habían debutado junto a Animal Crossing: Happy Home Designer, y generalmente requiere el uso de juguetes Amiibo para jugar. 

## Desarrollo
La directora Aya Kyogoku declaró que el juego fue concebido como un vehículo para la creación del primer Animal Crossing Amiibo: "Honestamente, sólo queríamos amiibo de Animal Crossing. Queríamos que la empresa fabricara Animal Crossing amiibo, por eso creamos un juego que funcionara con ellos". 
El juego fue anunciado durante la conferencia de prensa de Nintendo de junio de 2015 en la Electronic Entertainment Expo, que se lanzará en el cuarto trimestre de 2015 durante la temporada de vacaciones, más tarde en noviembre de 2015. Kyogoku distinguió el juego de Mario Party al afirmar que este último se centra más en los minijuegos, mientras que Amiibo Festival es más bien un juego de mesa. El juego utiliza el protocolo Amiibo de Nintendo para insertar personajes en el juego, con ocho juguetes Amiibo diferentes incluidos con el lanzamiento del juego. Cada uno de los personajes tiene características personales, incluyendo una casa asociada con el personaje tal y como se diseñó en Happy Home Designer. 
Animal Crossing: Amiibo Festival se lanzó exclusivamente como un producto al por menor, y no está disponible digitalmente en la Nintendo eShop en ninguna región. 

## Recepción
Animal Crossing: Amiibo Festival recibió críticas "generalmente desfavorables", según el agregador de críticas de videojuegos Metacritic. IGN calificó el juego en 5 de 10, diciendo que la integración de Amiibo es "engorrosa" y "difícil de jugar" y que la jugabilidad es una "fiesta de la siesta" aburrida y lenta, ya que en realidad se ha quedado dormido mientras jugaba. El juego fue elogiado como "indudablemente encantador", relajante y mejor jugado con amigos. Nintendo World Report le dio al juego una puntuación de 4.5 sobre 10, citando "Aburrido, juego repetitivo" y "Tomarse una hora para conseguir algo bueno". GamesBeat dio el juego 3.3 de 10 y lo condenó por ser "un intento flagrante de conseguir que usted compre más Amiibo, y ni siquiera es uno bueno". No todos los críticos fueron tan críticos; Famitsu anotó el juego 32/40, y cada uno de los cuatro revisores le dio una puntuación de 8. 
Vendió 20.303 copias en su primera semana de lanzamiento en Japón. 